# Giovanni Maria Nanino
Giovanni Maria Nanino (ur. 1543 lub 1544 w Tivoli, zm. 11 marca 1607 w Rzymie) – włoski kompozytor.

## Życiorys
Brat Giovanniego Bernardina. Jako chłopiec śpiewał w chórze katedry w Vallerano, następnie był uczniem Palestriny w Rzymie. W 1567 roku został następcą Palestriny na stanowisku kapelmistrza w bazylice Santa Maria Maggiore. W latach 1575–1577 był kapelmistrzem w kościele San Luigi dei Francesi. Od 1577 roku został przyjęty jako tenor do chóru papieskiego. Począwszy od 1586 roku był kilkukrotnie wybierany na rotacyjne stanowisko kapelmistrza Kaplicy Sykstyńskiej. Utrzymywał regularny kontakt z kościołem San Luigi dei Francesi, gdzie szkolił chłopców. Do jego uczniów należeli Paolo Agostini, Felice Anerio, Antonio Brunelli i Gregorio Allegri.

## Twórczość
Był jednym z czołowych kompozytorów i pedagogów rzymskich swojej epoki, jego utwory cieszyły się dużą popularnością i były przedrukowywane w licznych ówczesnych antologiach muzycznych. Rywalizował na polu popularności z Palestriną i niekiedy nawet był przez współczesnych stawiany wyżej od niego. Jego dorobek kompozytorski obejmuje motety, madrygały, canzonetty, a także co najmniej trzy msze. Utwory religijne Nanina, w przeciwieństwie do świeckich, cieszyły się mniejszą popularnością i w większości pozostały w rękopisach.

## Ważniejsze kompozycje
(na podstawie materiałów źródłowych)

### Utwory religijne
- Motecta... nova inventione elaborata na 3–5 głosów (Wenecja 1586)
- 5 lamentacji (opublikowane w: F. Haberl, „G.M. Nanino”, Kirchenmusikalisches Jahrbuch VI, 1891)
- 2 kanony (wydane przez A. Camettiego w Rivista Musicale Italiana XXXV, 1928)
- 14 motetów (wydane przez R. Schulera w G.M. Nanino: Fourteen Liturgical Works, Madison 1969)

### Utwory świeckie
- Il primo libro de’ madrigali na 5 głosów (Wenecja ok. 1571, niezachowane; 2. wydanie 1579)
- Madrigali na 5 głosów (Wenecja 1581)
- Il terzo libro de madrigali na 5 głosów (Wenecja 1586)
- Il primo libro delle canzonette na 3 głosy (Wenecja 1593)
- 157 Contrappunti e canoni a 2–11 voci